# ジョー・サキック
ジョセフ・スティーヴ・サキック（Joseph Steve Sakic 1969年7月7日 - ）は、カナダ連邦ブリティッシュコロンビア州バーナビー出身の元プロアイスホッケー選手。ポジションはセンター。

## 経歴
ケベック・ノルディクスとコロラド・アバランチ所属でナショナル・ホッケー・リーグで活動した。19年の選手生活で、チームのキャプテンとしてスタンリーカップを2度獲得（1996年、2001年）。個人としても、ハート記念賞（レギュラーシーズンMVP）を1度（2001年）、コーン・スマイス賞（プレイオフMVP）を1度（1996年）他、多数受賞。NHLオールスターゲームには13度出場し、2004年にはMVPを受賞。オリンピックにも3度出場し、2002年のソルトレイクシティーでは、カナダの13大会ぶりの金メダルに貢献（MVPを受賞）。トリプル・ゴールド・クラブの資格を得た。
2009年7月9日に引退を表明。引退時点でのレギュラーシーズンでの獲得ポイント数は歴代8位（1641）、ゴール数は歴代14位（625）,アシスト数は歴代11位（1016）。
2012年にホッケーの殿堂入りを果たす。